# Chrono des Nations-Les Herbiers-Vendée féminin 2013
La 27e édition du Chrono des Nations-Les Herbiers-Vendée féminin a eu lieu le 20 octobre 2013. La course fait partie du calendrier international féminin UCI 2013 en catégorie 1.1. Elle est remportée par l'Ukrainienne Hanna Solovey.

## Classements

### Classement final
| \| Classement général \| Classement général \| Classement général \| Classement général \| Classement général \| \| Coureur \| Coureur \| Pays \| Équipe \| Temps \| \| ------------------ \| -------------------- \| ------------------ \| --------------------- \| ------------------ \| \| 1re \| Hanna Solovey \| Ukraine \| \| 28 min 24 s \| \| 2e \| Alison Tetrick \| États-Unis \| Exergy Twenty16 \| + 43 s \| \| 3e \| Elisa Longo Borghini \| Italie \| Hitec Products UCK \| + 59 s \| \| 4e \| Olga Zabelinskaïa \| Russie \| RusVelo \| + 1 min 01 s \| \| 5e \| Edwige Pitel \| France \| SC Michela Fanini Rox \| + 1 min 05 s \| \| 6e \| Amber Neben \| États-Unis \| États-Unis \| + 1 min 31 s \| \| 7e \| Bridie O'Donnell \| Australie \| \| + 1 min 42 s \| \| 8e \| Liesbet De Vocht \| Belgique \| Rabo Women \| + 1 min 50 s \| \| 9e \| Jutta Stienen \| Suisse \| \| + 2 min 01 s \| \| 10e \| Julia Shaw \| Royaume-Uni \| \| + 2 min 02 s \| |                      |             |                       |              |
| |                      |             |                       |              |
| Source : Cycling Quotient |                      |             |                       |              |
| Classement général |                      |             |                       |              |
| Coureur | Coureur              | Pays        | Équipe                | Temps        |
| 1re | Hanna Solovey        | Ukraine     |                       | 28 min 24 s  |
| 2e | Alison Tetrick       | États-Unis  | Exergy Twenty16       | + 43 s       |
| 3e | Elisa Longo Borghini | Italie      | Hitec Products UCK    | + 59 s       |
| 4e | Olga Zabelinskaïa    | Russie      | RusVelo               | + 1 min 01 s |
| 5e | Edwige Pitel         | France      | SC Michela Fanini Rox | + 1 min 05 s |
| 6e | Amber Neben          | États-Unis  | États-Unis            | + 1 min 31 s |
| 7e | Bridie O'Donnell     | Australie   |                       | + 1 min 42 s |
| 8e | Liesbet De Vocht     | Belgique    | Rabo Women            | + 1 min 50 s |
| 9e | Jutta Stienen        | Suisse      |                       | + 2 min 01 s |
| 10e | Julia Shaw           | Royaume-Uni |                       | + 2 min 02 s |

### Points UCI
| Position           | 1er | 2e | 3e | 4e | 5e | 6e | 7e | 8e | 9e | 10e | 11e | 12e |
| Classement général | 60  | 45 | 35 | 30 | 25 | 20 | 15 | 10 | 8  | 6   | 4   | 2   |